# Departamento Oriental
El Departamento Oriental fue una subdivisión administrativa de la Capitanía General de Cuba, que era parte del Imperio español. Fue creado por medio de una Real Cédula el 8 de octubre de 1607, con capital en Santiago de Cuba, como parte de la reorganización política y económica de la isla.

## Geografía
El departamento comprendía, tal como lo indica su nombre, la sección oriental de la isla de Cuba. Tras la creación del departamento del Centro, su límite occidental se encontraba entre Nuevas Grandes al norte y la boca del río Jobabo en el sur; el resto comprendía las costas entre estos puntos.

## Población
En 1774 el departamento Oriental tenía el 20.56% de la población total de Cuba —que consistía en 171 620 habitantes según el censo de ese año—, y en 1792 tenía el 17.91% de la población de la isla —que era en total 272 301 habitantes—.